# Île Milliau
L'île Milliau est une île de 23 hectares 365 mètres située dans la Manche (baie de Lannion) à l'ouest du port de Trébeurden dans le département des Côtes-d'Armor en France.
Longue d'un kilomètre, disposant de ressources d'eau douce et d'une terre agricole riche, elle a été l'île la plus habitée du Trégor.

## Histoire

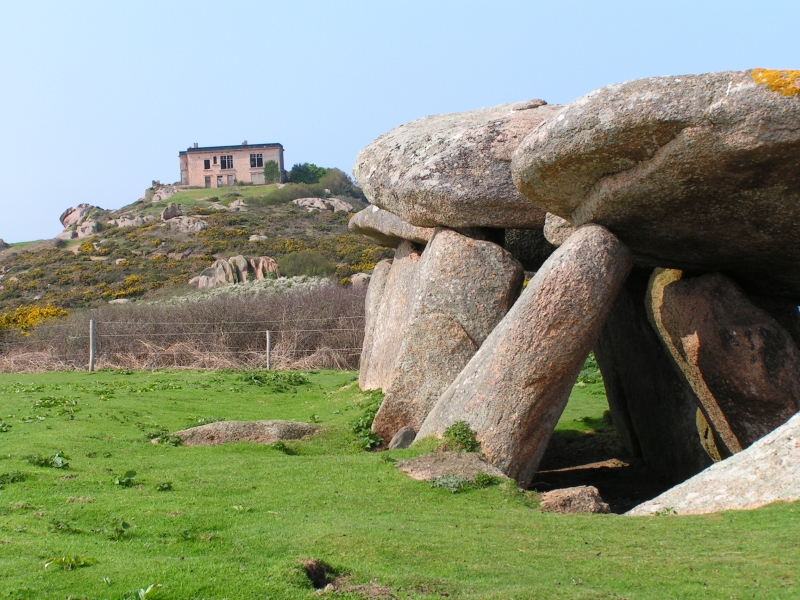
Allée couverte de l'île Milliau. Au fond, on distingue la maison de l'amie d'Aristide Briand, détruite en 2009.

Dès le Néolithique, l'île a attiré une population nomade, comme l'atteste notamment la découverte de microlithes. On estime que l'île a été habitée à partir de 5 000 ans av. J.-C.
Une allée couverte, approximativement datée de 3 000 ans av. J.-C., témoigne de cette présence,  Classée MH (1961).
La légende veut qu'au VIe siècle, un moine des pays celtiques insulaires soit venu s'installer à Trébeurden, dans le but de christianiser la ville et ses alentours. De ce moine, l'île protégeant le port empruntera le nom : Milliau. À cette époque, l'île est cultivée.
Au XIIe siècle la famille Barac'h, propriétaire des lieux, la cède aux moines de l'abbaye de Bégard en échange de prières. 

À partir de cette époque, l'île se dépeuple et n'abrite plus épisodiquement que des marins étrangers de passage (notamment des Espagnols).
Au XXe siècle, l'île devient la propriété de la maîtresse (la « dame Jourdan ») d'un magnat de la presse parisien. En 1913, elle y fait bâtir une demeure que fréquentera, entre autres invités, Aristide Briand, entre 1919 et 1933. Lucie Jourdan, bonne amie de l'homme politique, abandonne l'île en 1945, laissant sa demeure en ruines.
Le dernier grand acte de cette histoire a lieu en 1984, année où l'île devient propriété du conservatoire du littoral. Le lieu est rendu à la nature et aux randonneurs. En juin 2003, après restauration des anciennes fermes, un gîte est inauguré. L'ancienne demeure de l'amie d'Aristide Briand a été détruite en septembre 2009 en raison de l'état de délabrement du bâtiment, de son intérêt relatif du point de vue architectural sur un site naturel exceptionnel.

## Découvrir

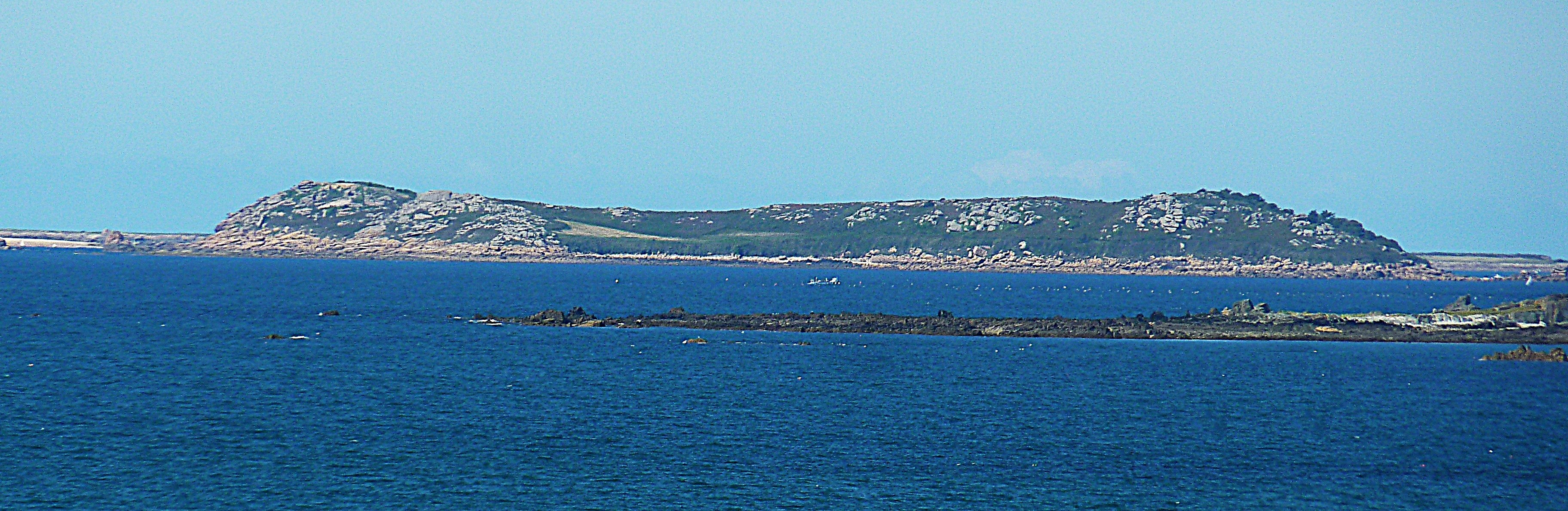
L'île Milliau vue depuis les falaises de Trédrez.

### Accès

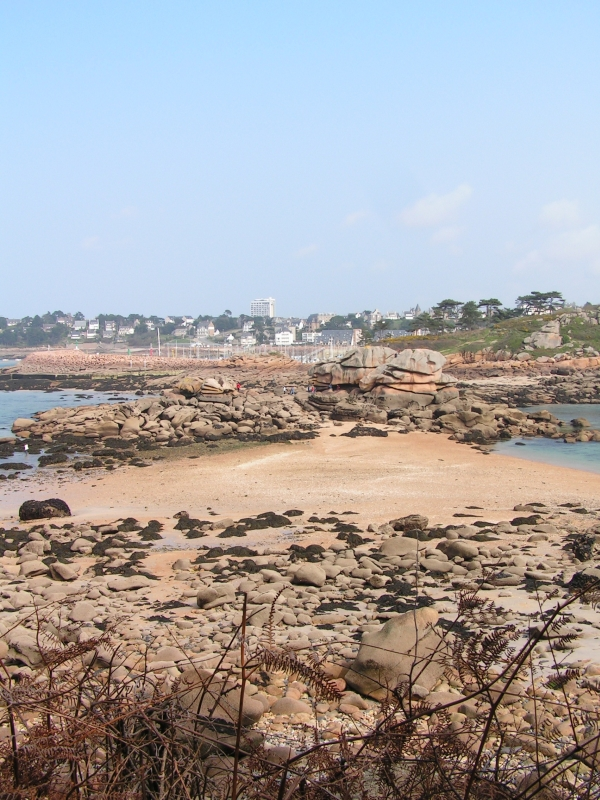
Le passage à marée basse vu de l'île. En arrière-plan, le port de Trébeurden.

L'île Milliau est accessible à pied lors de la marée basse via un gois (passage) d'une centaine de mètres.
Le passage par le gois nécessite de se renseigner en avance, sur l'heure de découvrement et surtout sur l'heure de recouvrement qui rend impossible tout retour terrestre. On peut joindre le gois en longeant les quais du port de Trébeurden. Cela permet en plus de prendre connaissance des horaires affichés entre la pointe du Castel et le port de plaisance.

### Faune et flore
Depuis 1945 et l'appartenance au conservatoire du littoral, le site est protégé. Cela a permis de recréer une biodiversité perdue par les siècles d'occupation humaine. La flore est composée principalement de landes de fougères et d'arbustes maritimes. À certaines périodes, il est possible de profiter d'une floraison magnifique mais éphémère de cette lande.
Les visiteurs ne manquent pas d'être surpris pas une impressionnante colonie de lapins installée sur l'île. Protégés de la chasse, ceux-ci se laissent facilement approcher à portée d'objectif photographique et jouent à surprendre les promeneurs à chaque détour du chemin.[réf. nécessaire]

### Éléments historiques
- L'allée couverte, un alignement de plusieurs dolmens, est remarquablement conservée pour ses 5 000 ans. Orientée nord-sud, elle mesure 9,8 mètres de longueur pour 1,9 mètre de largeur. Visible à mi-hauteur de la montée sur l'île, ce monument semble avoir eu clairement une fonction funéraire.
- La maison ruinée de Mme Jourdan, bonne amie d'Aristide Briand, dénaturait le magnifique panorama qu'offre l'île. Elle a été entièrement détruite en octobre 2009, malgré l'intérêt historique qu'y voyaient certains Trégorois. L'endroit a été rendu à la nature et au public.

## Galerie

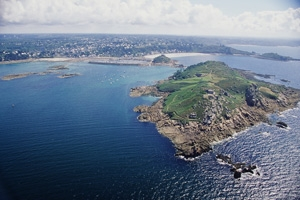
Vue depuis le N-O. En arrière-plan de g. à dr. : plage de Porz Termen et en face d'elle le rocher de Radénec ; port de Trébeurden ; plage de Tresmeur ; pointe de Bihit.
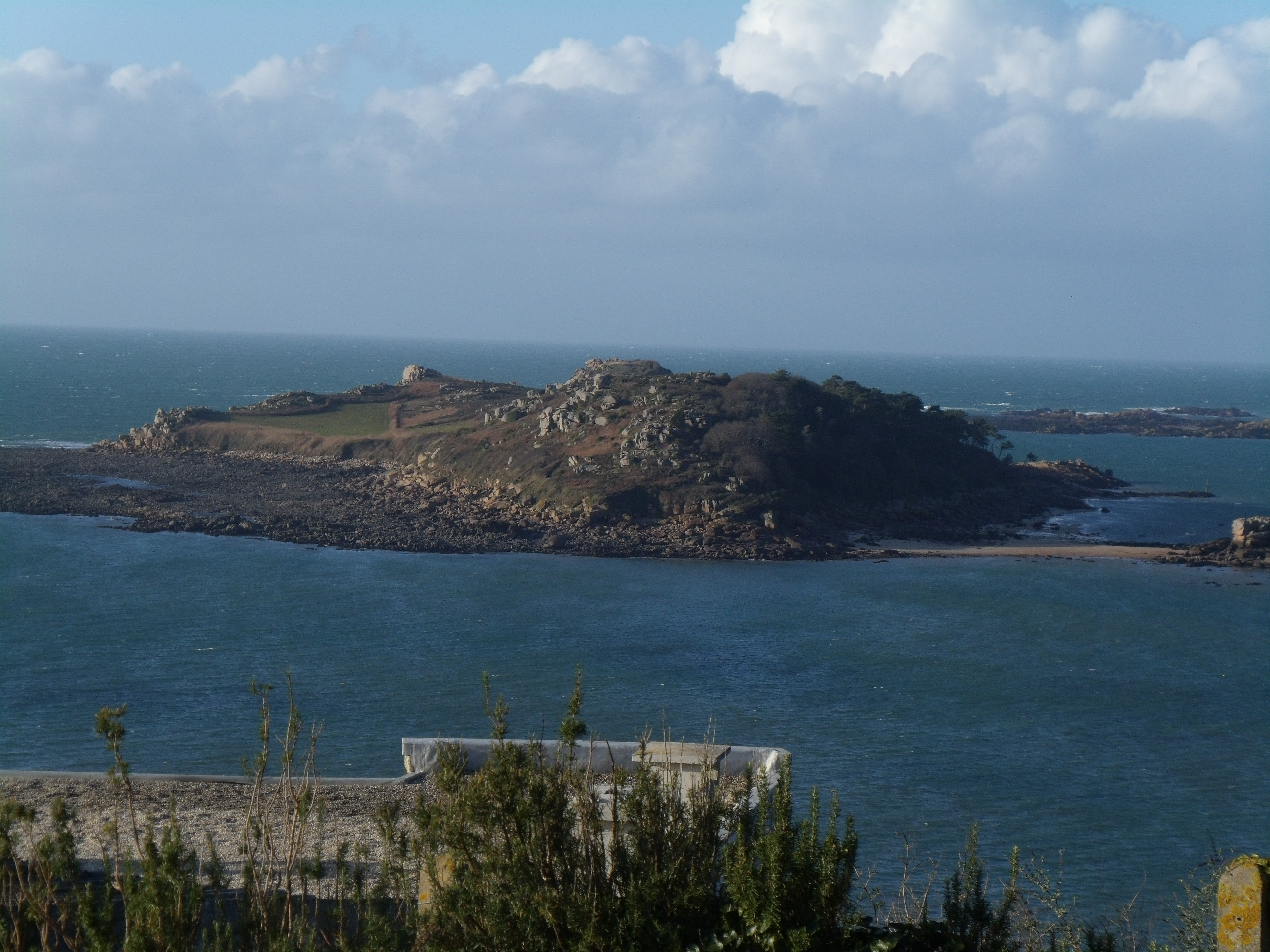
Vue de la pointe de Bihit.
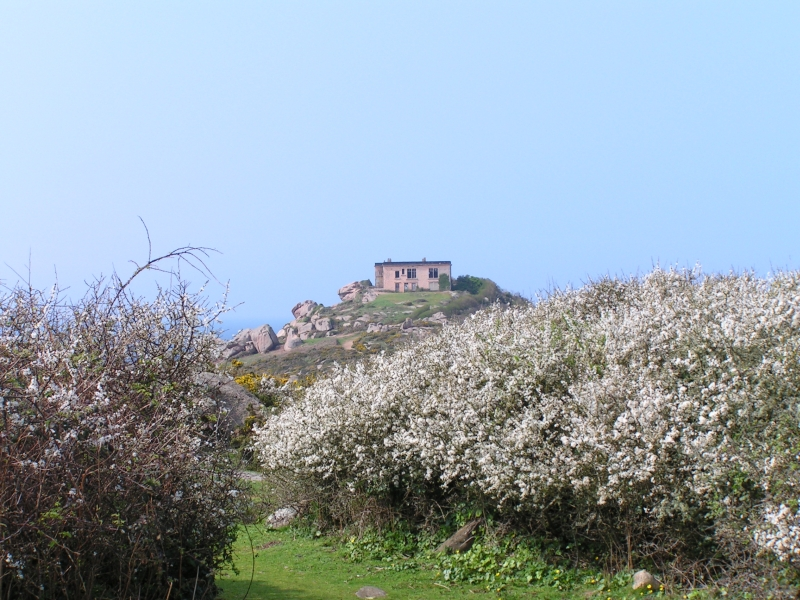
Flore de l'île Milliau.
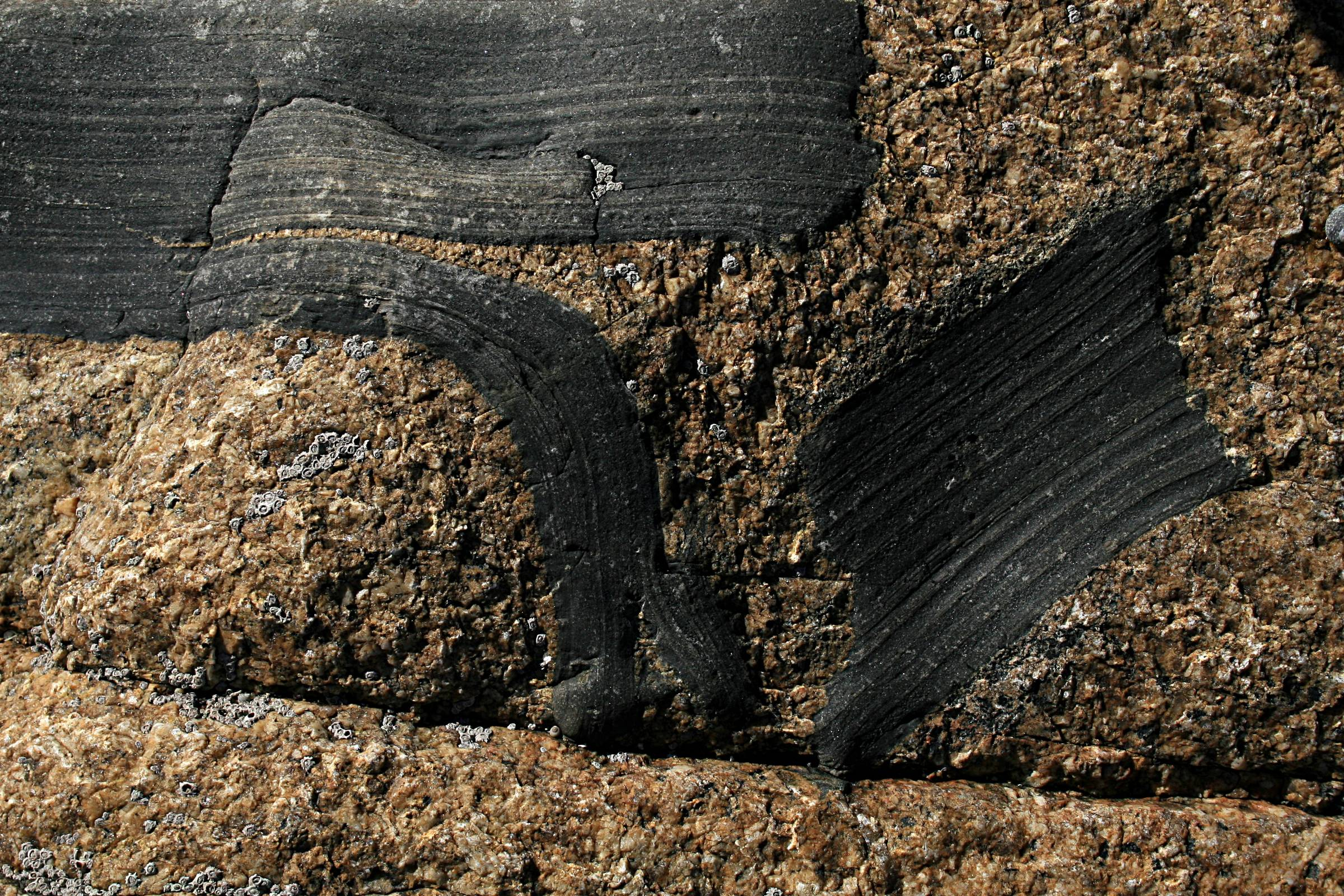
Enclaves angulaires d'encaissant dans le granite de Ploumanac'h[4].
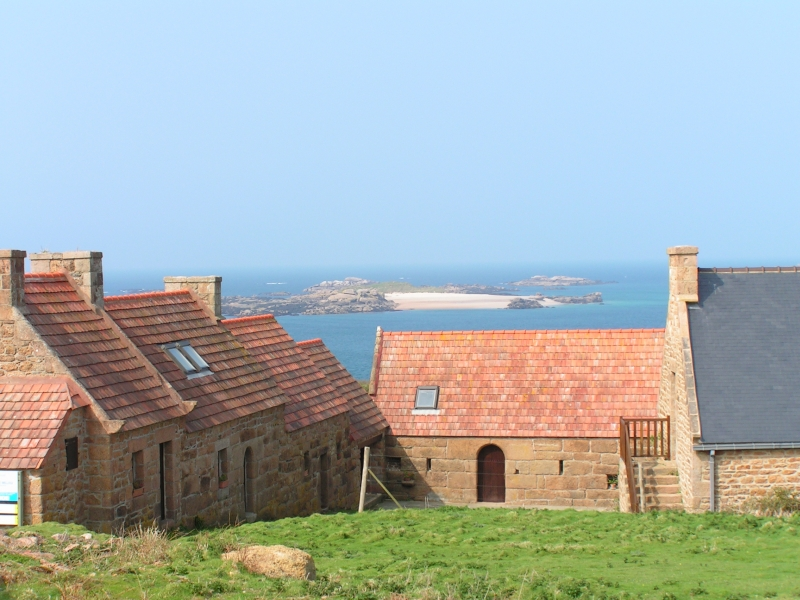
Gîte d'étape.
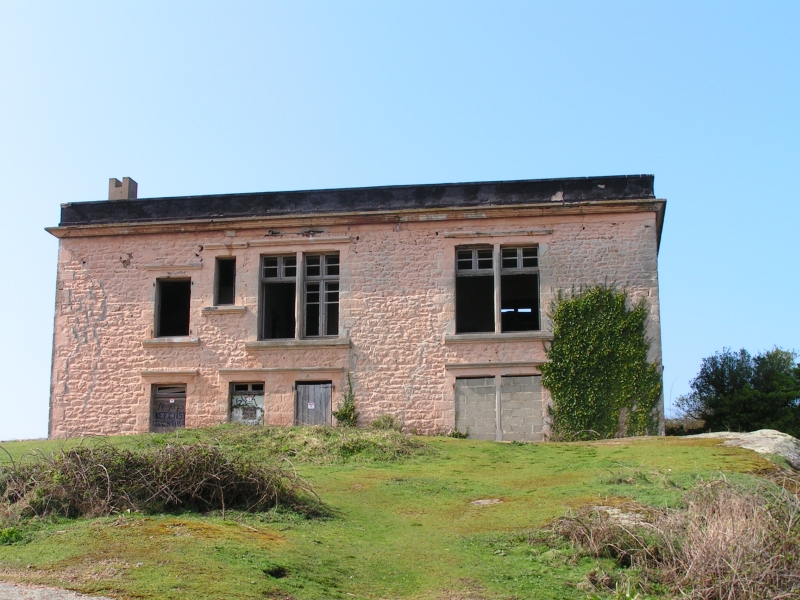
Maison dite Aristide Briand (détruite en 2009).